# Pseudione affinis
Pseudione affinis är en kräftdjursart som först beskrevs av Georg Ossian Sars 1882.  Pseudione affinis ingår i släktet Pseudione och familjen Bopyridae. Arten är reproducerande i Sverige. Inga underarter finns listade i Catalogue of Life.